# Centaurea leonidia
Centaurea leonidia — вид квіткових рослин айстрових (Asteraceae). Ендемік пд. Греції (пд.-сх. Пелопоннес).
Належить до C. sect. Phalolepis. 2n = 18. Відомий із трьох місць поблизу міста Леонідіо.

## Біоморфологічна характеристика
Багаторічник, напівздерев'янілий біля основи, нижнє листя в розетках, густопилчасте. Квітки рожево-пурпурові. Період цвітіння: травень і червень.

## Середовище
Населяє ущелини скель, скелі.